# Dennstaedtia arborescens
Dennstaedtia arborescens là một loài thực vật có mạch trong họ Dennstaedtiaceae. Loài này được (Willd.) Ekman ex Maxon miêu tả khoa học đầu tiên năm 1930.